# Le Saut à la couverture
Le Saut à la couverture (tj. Skok na plachtě) je francouzský krátký film z roku 1895. Režisérem je Louis Lumière (1864–1948). Film trvá necelou minutu. Byl součástí programu prvního komerčního filmového promítání bratří Lumièrů, které se konalo 28. prosince 1895 v Paříži.
Jedná se o jeden z prvních filmů s motivem vojáka, který švejkuje.

## Děj
Na snímku jsou čtyři muži, kteří drží plachtu. Pátý přihlíží výcviku. Šestý, jehož úkolem je skočit na plachtu při běhu, se dvakrát špatně odrazí, za což dostane od přihlížejícího kopanec. Napotřetí se už správně převrátí, přistane na plachtě a vrhá se na čtvrtý pokus. Čtvrtý pokus provede ještě úspěšněji, ale když provede pátý, zůstane kvůli únavě ležet na plachtě, přičemž ostatní se ho snaží vystrnadit házením o plachtu.